# USS Hopper (DDG-70)
Pour les autres navires du même nom, voir USS Hopper.
L’USS Hopper (DDG-70) est un destroyer américain de la classe Arleigh Burke.
Il est nommé d'après Grace Hopper, une informaticienne et rear admiral de la marine américaine.
Le Hopper est le deuxième navire de guerre de la marine américaine à être nommé pour une femme qui en a fait partie. Le premier est le USS Higbee.